# Persa
El persa o farsi (persa: فارسی, fārsi) és una llengua indoeuropea parlada a l'Iran, Afganistan (oficialment conegut com a persa Dari des del 1958, per raons polítiques), Tadjikistan (on es coneix oficialment com a tadjik des de l'època soviètica), Uzbekistan, Bahrain, Iraq, Azerbaidjan, Armènia, Geòrgia, el sud de Rússia i estats veïns que han estat sota la influència persa. El persa deriva del pahlavi, la llengua oficial religiosa i literària de la Pèrsia sassànida, i aquesta va derivar de l'antic persa, la llengua de l'Imperi persa a l'època aquemènida. És de la família de llengües indoàries; és pluricèntrica i la gramàtica és similar a la de moltes llengües europees contemporànies.
Hi ha aproximadament 110 milions de parlants de persa arreu del món, i la llengua té estatus oficial a l'Iran, Afganistan i Tadjikistan. Durant segles el persa ha estat també una llengua cultural de prestigi a l'Àsia central, el sud d'Àsia, i l'Àsia occidental. El persa es fa servir com a llengua litúrgica de l'Islam a Iran, Afganistan, i Tadjikistan.
Des de la conquesta islàmica, el persa s'escriu amb l'alfabet àrab, amb algunes lletres afegides (vegeu alfabet persa), tot i que a Tadjikistan, des dels anys 30, coincidint amb importants campanyes d'alfabetització, s'hi adoptà l'alfabet ciríl·lic, en part per motius lingüístics (l'alfabet ciríl·lic, com l'alfabet llatí i l'grec, s'adapten millor a les llengües indoeuropees, amb més nombre de vocals que les semítiques) i en part per motius polítics. En aquella època el persa s'hi començà a anomenar tadjik.
Ha tingut força influència sobre les llengües veïnes, en particular sobre les llengües turqueses de l'Àsia central, el Caucas, el paixtu, el kurd i l'urdú. També ha exercit una influència menor sobre l'hindi, el panjabi, el seraiki i altres idiomes de l'Àsia meridional. Tot i que en menor grau, també ha influït en l'àrab (que en manllevava molt de lèxic, arran de la conquesta musulmana de Pèrsia) i en altres idiomes de Mesopotàmia; el seu vocabulari bàsic és d'origen persa mitjà. El persa modern conté una quantitat considerable d'elements lèxics d'àrab, que es "persianitzà" i, sovint, va tenir un significat i ús diferent de l'àrab original. El vocabulari àrab que hi ha en altres llengües iràniques, turqueses i índiques ha incorporat, generalment, elements del persa modern. En general, la varietat de vocabulari àrab varia del 8,8% (2,4% sovint) en el Shahnameh, 14% en cultura material, 24% en l'apartat intel·lectual i el 40% en l'activitat literària quotidiana. La majoria de paraules àrabs de préstec del persa són sinònims de termes nadius, o poden ser, i moltes vegades han estat, glossades en formes nadiues perses.

## Nomenclatura
El nom d'aquest idioma en català és persa. L'ISO, l'Acadèmia de la Llengua i la Literatura Persa, i moltes altres fonts també la denominen persa. Actualment, tant en persa com en àrab, s'hi refereixen amb la paraula fārsí, que era originàriament la forma aràbiga d'expressar pārsī, l'antic nom de l'idioma, a causa de l'absència del fonema /p/ en àrab estàndard.

## Història
El persa és una llengua iraniana que pertany a la branca de les llengües indoiranianes de la família indoeuropea de llengües. En general, les llengües iranianes s'estudien en tres períodes, normalment anomenats Antic, Mig, i Nou (Modern). Corresponen a tres èpoques en la història de l'Iran; l'època antiga seria el període immediatament anterior als aquemènides, l'era aquemènida, i l'època una mica posterior (és a dir, entre 400–300 aC), l'època mitjana seria el període següent, més conegut oficialment com a sassànida, i l'època nova seria el període posterior, fins a l'actualitat.
Segons els documents disponibles, el persa «és l'única llengua iraniana» per la qual s'han establert relacions filològiques entre les seves tres fases, de manera que l'antic, mig, i nou persa es refereixen a un únic, i mateix, llenguatge persa, de manera que el nou persa és descendent directe del persa mitjà i de l'antic persa.
La història coneguda de la llengua persa pot dividir-se en tres fases històriques:

### Persa antic
El persa antic evolucionà des del protoirànic que es va desenvolupar a l'altiplà del sud-oest de l'Iran. Juntament amb l'avèstic, representa la fase antiga de l'irànic i està documentat per les inscripcions cuneïformes dels aquemènides dels segles vii i IV aC. L'exemple datable més antic d'aquesta llengua és la inscripció de Behistun de l'aquemènida Darios I el Gran (r. 522 aC–ca. 486 aC). Tot i que existeixen suposadament textos més antics (com ara la inscripció sobre la tomba de Cir II a Pasàrgada), aquests són considerats exemples més recents de la llengua. L'antic persa s'escrivia en cuneïforme del persa antic, un sistema d'escriptura únic per a aquesta llengua, i que degué ser una invenció del regnat de Darios I.
Després de l'arameu, o fins i tot la seva forma aquemènida coneguda com a arameu imperial, el persa antic és la llengua més documentada de l'era aquemènida. Mentre que s'han trobat exemples de persa antic arreu dels territoris posseïts pels aquemènides, la llengua està documentada primerament a les inscripcions de l'Iran occidental, en particular a la Província de Fars, lloc d'origen de les tribus de les quals provenien els aquemènides (i més tard els sassànides).
En contrast amb el persa posterior, el persa antic escrit tenia una gramàtica molt flexionada, amb vuit casos, subjecte declinat per a cada gènere (masculí, femení, neutre) i nombre (singular, dual, plural).

### Persa mitjà
El persa mitjà, evolució de l'antic, fou la llengua principal literària, religiosa i oficial dels sassànides del 226 al 651. Es conserven nombrosos manuscrits mazdeus i maniqueus. Rival del part, hi ha inscripcions en ambdues llengües, i també en grec. L'escriptura, derivada de l'arameu, és arcaïtzant i, juntament amb la llengua, s'anomena sovint pahlavi, incloent-hi el part. Influí l'armeni, el siríac i l'àrab.
Les complexes conjugacions i declinacions del persa antic cediren el pas a una nova estructura en la qual el nombre dual va desaparèixer, deixant només el singular i el plural, com va fer amb el gènere. El persa mitjà usava morfemes per a indicar el diferent rol dels mots; per exemple, un sufix -i denotava possessiu 'de/de qui'.
Tot i que el període mitjà de les llengües iràniques comença formalment amb la caiguda de l'Imperi aquemènida, la transició de l'antic persa al mitjà comença probablement abans del segle iv. De tota manera, el persa mitjà no està documentat fins 600 anys després, quan va aparèixer a les inscripcions d'època sassànida (224–651) i per això, no es poden descriure amb certesa formes de la llengua anteriors. Encara més, com a llengua literària, el persa mitjà no està documentat fins a molt de temps després, cap als segles VI o VII. Des del segle VIII en endavant, el persa mitjà anà cedint pas gradualment al nou persa, amb la forma del període mitjà continuant només als textos de la tradició zoroàstrica.
El nom nadiu del persa mitjà era parsig o parsik, a causa del nom del grup ètnic del sud-oest, és a dir "de Pars", en antic persa parsa, en nou persa fars. Aquest és l'origen de la paraula farsi que actualment es fa servir per a designar el nou persa. Després del col·lapse de l'estat sassànida, el concepte parsik pot ser aplicat només al persa mitjà o al nou persa que s'escriu en caràcters aràbics. Des de, si fa no fa, el segle ix en endavant, quan el persa mitjà estava a punt de convertir-se en nou persa, l'antiga forma de la llengua començà a anomenar-se erròniament pahlavi, que no era sinó un dels sistemes d'escriptura emprats tant pel persa mitjà com per diverses altres llengües iràniques. Aquest sistema d'escriptura havia estat prèviament adoptat pels sassànides (que eren perses, del sud-oest) manllevat dels arsàcides (que eren parts, parthians, del nord-est). Tot i que Rouzbeh (Abdullah Ibn al-Muqaffa, segle VIII) encara distingia entre pahlavi (és a dir, part) i farsi (és a dir, persa mitjà), aquesta distinció no és evident en texts àrabs escrits després d'aquesta data.
Gernot Windfuhr considera el nou persa com una evolució de l'antic persa i del persa mitjà; també diu, però, que cap dels dialectes del persa mitjà coneguts és el predecessor directe del nou persa. El professor Ludwig Paul diu que: «la llengua del Shahnameh hauria de ser considerada com una instància del continu desenvolupament històric des del persa mitjà al nou persa».

### Persa modern

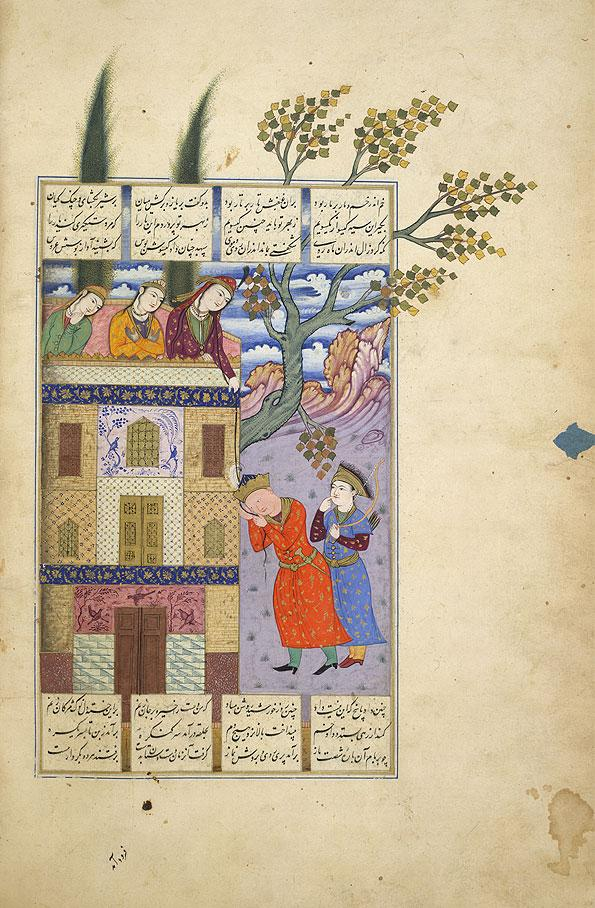
El Xahnamé de Ferdosi

El modern farsi és la llengua nacional de l'Iran, de l'Afganistan, juntament amb el paixtu. També és oficial al Tadjikistan, en la forma tadjik. Enriquit amb manlleus de l'àrab, constitueix la llengua de civilització dels països irànics medievals i moderns, els primers texts del qual daten del segle ix. S'escriu amb caràcters àrabs i representa la llengua principal de cultura dels musulmans de l'Índia i dels turcs de l'Àsia Menor.
La història del persa modern abasta més de 1.000–1.200 anys. El desenvolupament de la llengua en aquest darrer període es divideix sovint en tres etapes, anomenades primerenca, clàssica, i contemporània. Els parlants nadius de la llengua poden entendre texts en persa primerenc amb ajustaments mínims, perquè la morfologia i en menor grau, el lèxic de la llengua, han romàs relativament estables durant la major part del mil·lenni.

#### Persa modern primerenc
El nou persa es desenvolupà d'ençà el segle VIII com una llengua literària independent.
Amb la declinació del Califat de Bagdad al segle ix comença el restabliment de la vida nacional persa, i els perses varen instar la renaixença del seu regne i la seva literatura. El nou persa va néixer a Bactria amb l'adaptació d'una la forma parlada del persa mitjà a la cort sassànida, anomenada dari. El bressol de la renaixença literària persa és a la regió afganesa del Gran Khorasan.
El domini de la nova forma de parlar, ja transformada de persa mitjà a nou persa, es completà durant tres dinasties principesques d'origen iranià, els tahírides (820–872), els safàrides (860–903), i els samànides (874–999), i es desenvoluparia només en termes de poder d'expressió.
Els primers poemes en llengua persa, anomenada històricament dari, sorgiren al Khorasan. El primer poeta persa significatiu fou Rudaki. Va florir al segle x, quan els samànides eren en el seu moment àlgid. La seva reputació com a poeta de la cort i com a consumat músic i cantant ha sobreviscut, tot i que només una petita part de la seva poesia s'ha conservat. Entre les seves obres perdudes hi ha les faules versificades recollides al Kalilah va Dimnah.
La llengua s'expandí geogràficament d'ençà el segle xi en endavant i fou el mitjà amb què, entre d'altres, els pobles turquesos de l'Àsia central van familiaritzar-se amb la cultura islàmica i urbana. El nou persa fou emprat en gran manera com a llengua franca transregional, una tasca per a la qual era especialment adequada, a causa de la seva estructura morfològica relativament simple, i aquesta situació va persistir almenys fins al segle xix. A l'acabament de l'edat mitjana, la nova literatura islàmica es creava seguint el model persa.

#### Persa clàssic

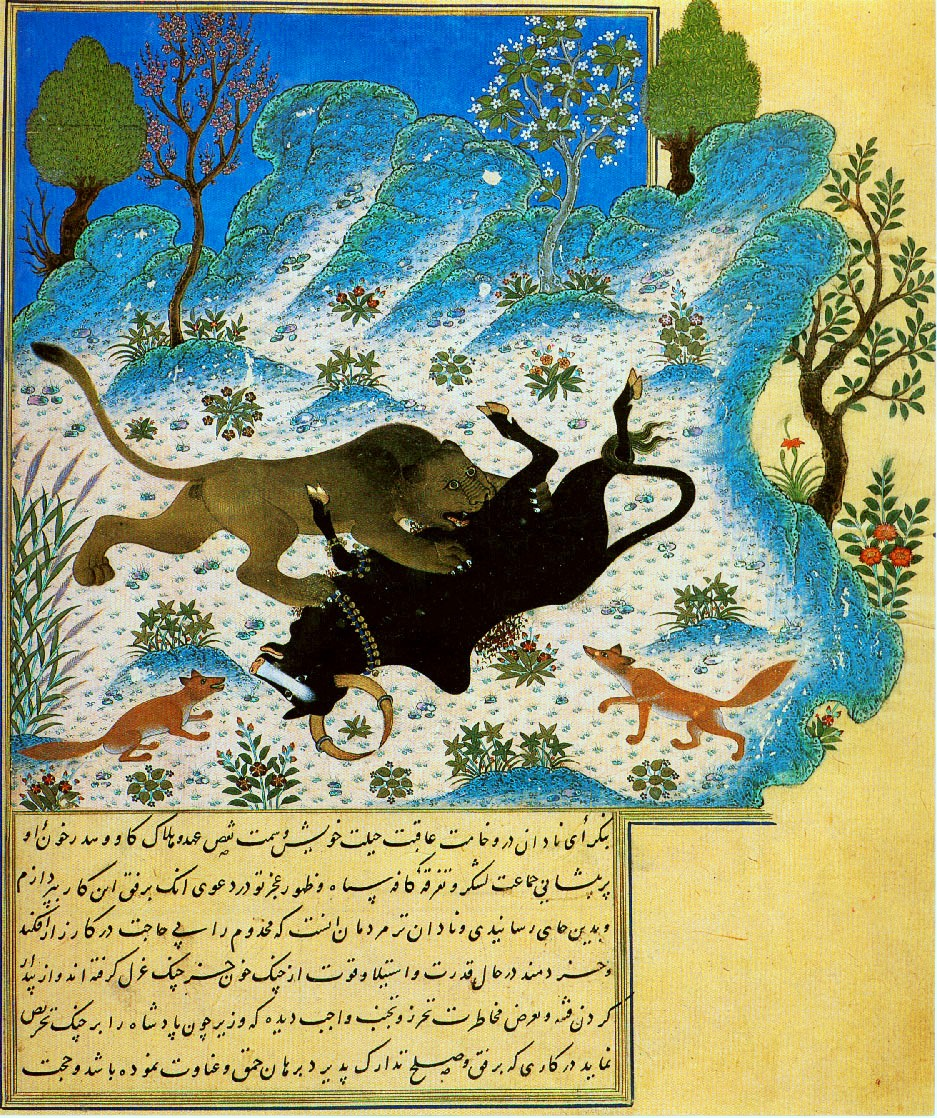
Kalilah va Dimna, una obra molt influent en la literatura persa

La conquesta musulmana de Pèrsia marca el començament de la nova història de la llengua i la literatura persa. Aquest període va produir poetes en persa de primera línia, i la llengua serví, durant un ampli període, com a lingua franca per a les parts orientals del món islàmic i del sud d'Àsia. Fou també la llengua oficial i de cultura de moltes dinasties islàmiques, entre elles els samànides, els buwàyhides, els tahírides, els ziyàrides, l'Imperi mogol, els timúrides, els gaznèvides, els seljúcides, els anuixtigínides, els safàvides, els afxàrides, els zand, els qajar, els otomans i també molts estats successors dels mogols, com ara els nizams. Per exemple, el persa era l'única llengua oriental coneguda i usada per Marco Polo a la cort de Khublai Khan i en els seus viatges a través de la Xina. La gran influència del persa en altres llengües es pot percebre encara especialment arreu del món islàmic, i és apreciada avui com a llengua literària de prestigi entre l'elit educada, especialment en el camp de la música (per exemple Qawwali) i l'art (literatura persa). Després de la invasió àrab de Pèrsia, el persa començà a adoptar moltes formes de l'àrab, i a mesura que passava el temps, unes quantes paraules varen ser manllevades també de les llengües turcomongoles sota l'Imperi Mongol i la societat turcopersa.

#### Ús al sud d'Àsia

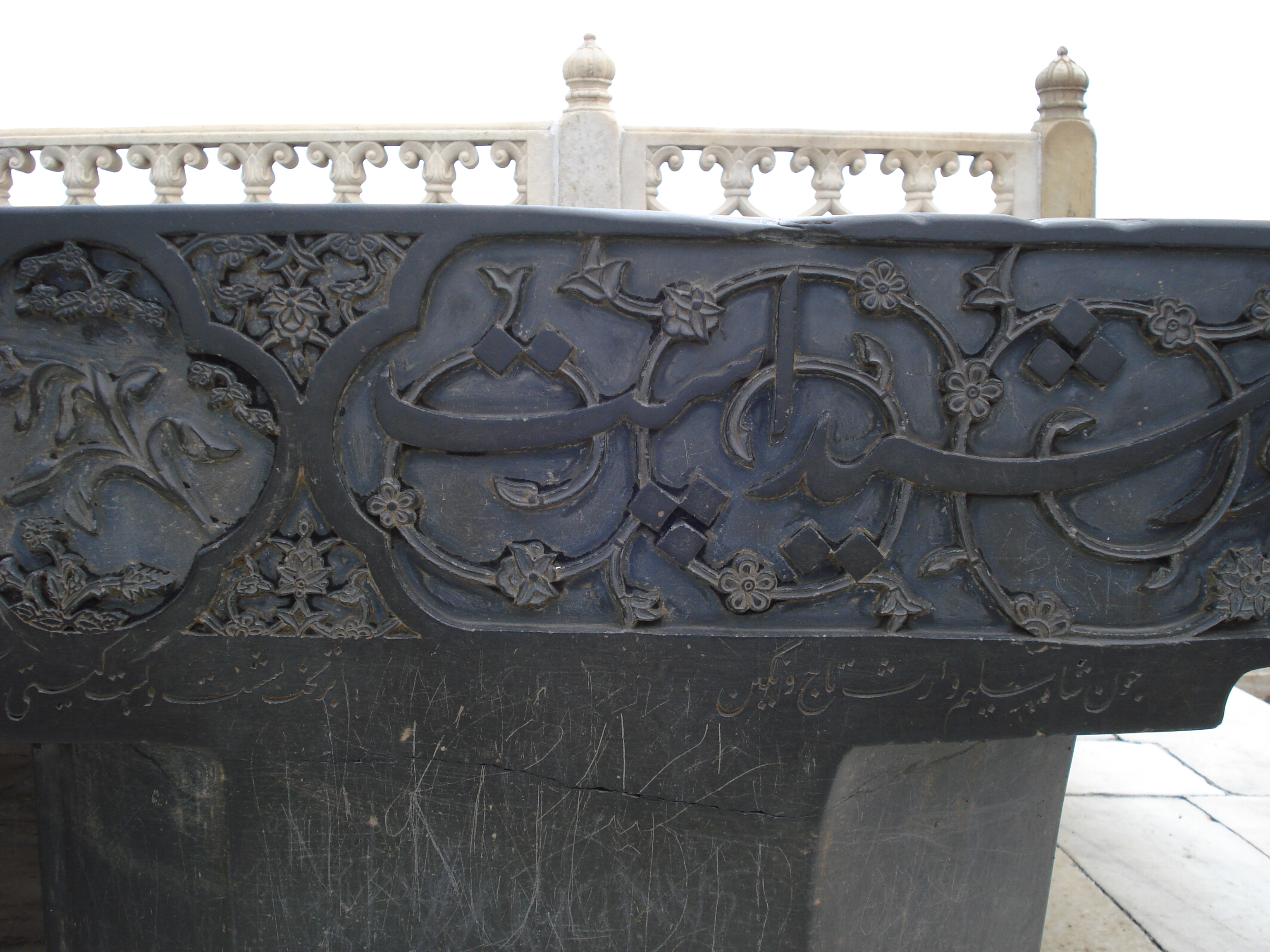
Poema persa, castell d'Agra, Índia,

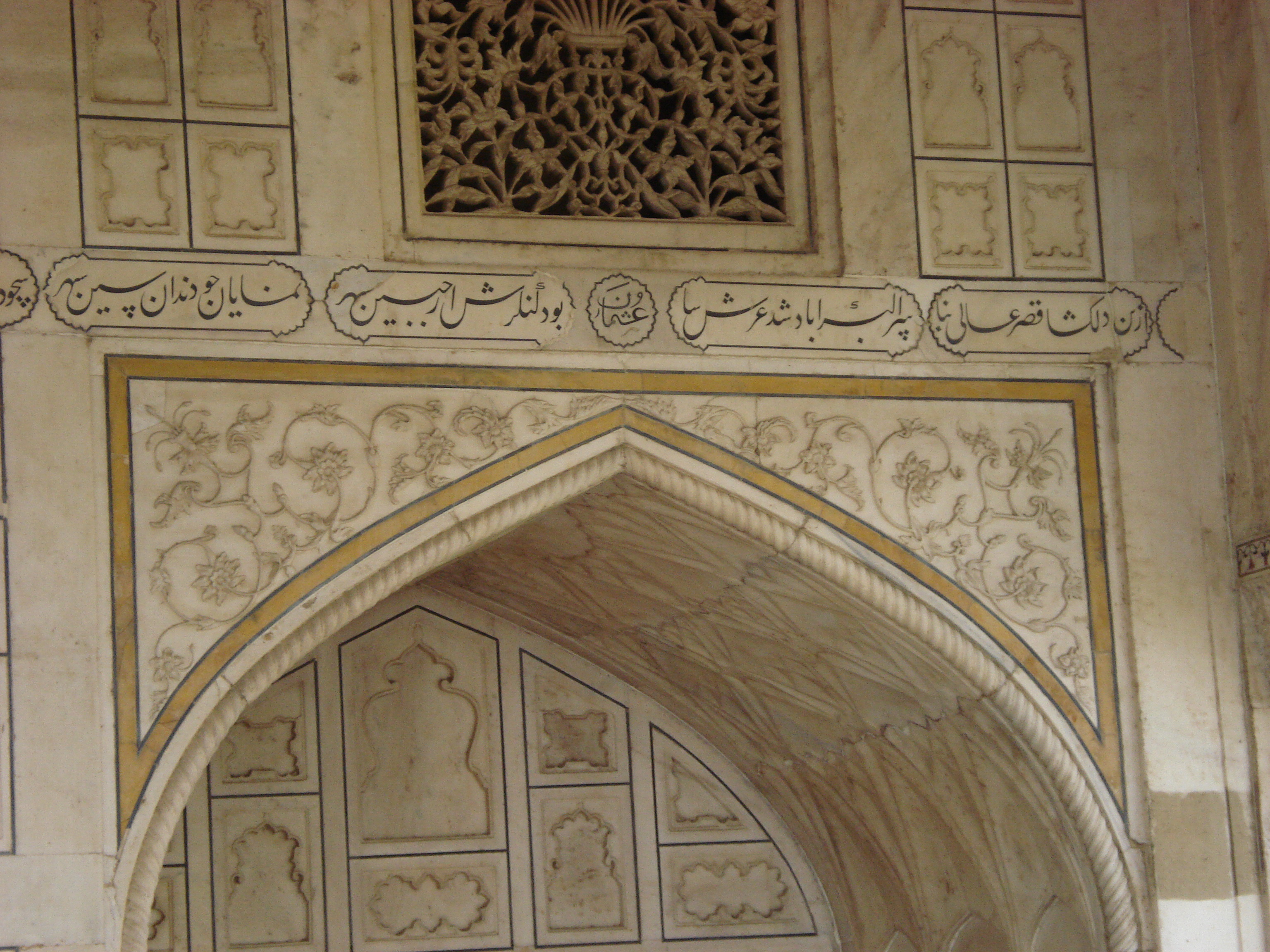
Poema persa, Takht-e Shah Jahan, castell d'Agra, Índia

Durant els cinc segles anteriors a la colonització britànica, el persa fou molt usat com a segona llengua al subcontinent indi. Va prendre rellevància com a llengua de cultura i educació en diverses corts musulmanes del subcontinent i esdevingué l'única "llengua oficial" sota els emperadors mogols. A partir del 1843, però, l'anglès substituí gradualment el persa en importància a la zona. Es poden observar encara evidències de la influència històrica del persa al subcontinent índic, així com de la popularitat de la literatura persa. Paraules manllevades del persa són encara comunes en llengües indoàries, especialment l'urdu, també conegut històricament com a hindustànic.

#### Persa contemporani

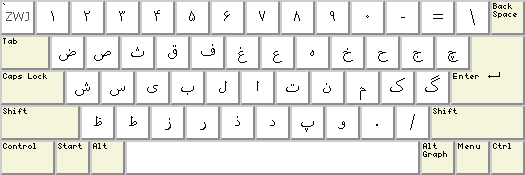
Una variant de la configuració del teclat estàndard iranià ISIRI 9147. Per al persa

Des del segle xix, el rus, el francès, i l'anglès entre d'altres, han contribuït a ampliar el vocabulari tècnic del persa. L'Acadèmia de la Llengua i la Literatura Persa iraniana és la responsable d'avaluar les noves paraules. De tota manera, la llengua en si mateixa s'ha desenvolupat molt durant els darrers segles.

## Dialectes i llengües emparentades
Hi ha tres variants modernes del persa estàndard:
- El persa modern iranià, que és la varietat parlada a l'Iran; en persa, també és conegut com a farsi.[35][36]
- Dari és el nom local de la llengua persa parlada a Afganistan, Uzbekistan i Pakistan.
- Tadjik és la varietat del persa utilitzada a Tadjikistan, Uzbekistan i Rússia, però, a diferència del persa que es parla a l'Iran i l'Afganistan, s'escriu en alfabet ciríl·lic en lloc de la grafia persa.

Les tres varietats esmentades es basen en la literatura clàssica persa. També n'hi ha diversos dialectes locals de l'Iran, l'Afganistan i el Tadjikistan, que difereixen lleugerament del persa estàndard. Són exemples d'aquests dialectes, l'hazaragi, a Afganistan, el darwazi, a Afganistan i Tadjikistan, i el dehwari al Pakistan.
L'Ethnologue ofereix una altra classificació dels dialectes de la llengua persa. Segons aquesta font, els dialectes d'aquesta llengua són:
- El persa occidental o farsi, a Iran.
- El persa oriental, a Afganistan i Pakistan.
- El tadjik, a Tadjikistan, Uzbekistan, Pakistan i la Xina (regió autònoma de Xinjiang).
- L'hazaragi, a Afganistan.
- L'aimaq, a Afganistan.
- El bukharic, a Israel-Palestina, Uzbekistan.
- El darwazi, a Afganistan, Pakistan, Tadjikistan.
- El dzhidi, a Israel-Palestina, Iran.

Pel que fa a les llengües emparentades amb el persa, cal citar:
- El luri o lori, parlat principalment al sud-oest de la província iraniana de Lorestan i Khuzestan.
- El tat es parla en zones de l'Azerbaidjan, Rússia, etc. Inclou el tat jueu i el tat cristià.
- El lari, al sud de l'Iran.

## Fonètica

Els fonemes vocals de la llengua persa

El persa iranià té sis vocals i vint-i-tres consonants, incloent-hi dues africades /t͡ʃ/ (ch) i /d͡ʒ/ (j).
- El persa distingeix entre vocals llargues (/iː/, /uː/, /ɒː/) i vocals curtes (/e/, /o/, /æ/). Els dialectes perses i les seves variants difereixen més en les vocals que en les consonants.
- Consonants:[38]

|            | Labial | Alveolar | Postalveolar | Palatal | Velar | Uvular | Glotal |
| ---------- | ------ | -------- | ------------ | ------- | ----- | ------ | ------ |
| Nasal      | m      | n        |              |         | [ŋ]   |        |        |
| Oclusiva   | p b    | t d      |              |         | k ɡ   | [ɢ]    | [ʔ]    |
| Africada   |        |          | tʃ dʒ        |         |       |        |        |
| Fricativa  | f v    | s z      | ʃ ʒ          |         | x ɣ   |        | h      |
| Batuda     |        | ɾ        |              |         |       |        |        |
| Trill      |        | [r]      |              |         |       |        |        |
| Aproximant |        | l        |              | j       |       |        |        |

## Gramàtica
El persa és una llengua SOV, la qual cosa significa que la frase segueix un ordre de subjecte, complements i per acabar, el verb, que concorda en nombre i persona amb el subjecte. No existeix el gènere gramatical en les paraules variables ni en els articles.

## Exemple
| Persa | IPA | Traducció |
| --- | --- | --- |
| همهٔ افراد بشر آزاد به دنیا می‌آیند و از دید حیثیت و حقوق با هم برابرند، همه دارای اندیشه و وجدان هستند و باید در برابر یکدیگر با روح برادری رفتار کنند. | hæmeje æfrɒd bæʃær ɒzɒd be donjɒ miɒjænd o æz dide hejsijæt o hoɢuɢ bɒ hæm bærɒbærænd ǁ hæme dɒrɒje ændiʃe o vedʒdɒn mibɒʃænd o bɒjæd dær bærɒbære jekdigær bɒ ruhe bærɒdæri ræftɒr konænd | Tots els éssers humans neixen lliures i iguals en dignitat i en drets. Són dotats de raó i de consciència, i han de comportar-se fraternalment els uns amb els altres |

Article 1 de la Declaració Universal dels Drets Humans